# Copa ASOBAL
La Copa ASOBAL, anomenada Copa Plenitude Asobal per motius de patrocini, fou una competició de clubs d'handbol que es disputava a Espanya. L'organitzava l'ASOBAL des de la temporada 1990-91. Hi participaven quatre equips, els tres primers classificats de la Lliga ASOBAL i l'equip amfitrió com a convidat, en format de final a quatre en una seu neutral. El guanyador del torneig era declarat campió de la Copa ASOBAL. Formà part de les quatre competicions més importants de l'handbol espanyol juntament amb la Lliga ASOBAL, la Copa del Rei i la Supercopa ASOBAL.
Quan a la temporada 2023-24 la Lliga ASOBAL va convertir-se en una competició professional reconeguda pel Consejo Superior de Deportes, el conveni entre ella i la Reial Federació Espanyola d'Hanbol es va entendre que ja no era vàlid (ASOBAL havia perdut el dret a organitzar la Copa ASOBAL) i la competició va passar a organitrzar per la RFEH sota el denomini de Copa d'Espanya d'handbol.
El dominador històric de la competició va ser el Futbol Club Barcelona amb divuit títols, dotze de forma consecutiva entre 2011 i 2023, seguit del Balonmano Ciudad Real amb sis (2004-07, 2008, 2011) i del Club Balonmano Cantabria amb quatre (1991-92, 1997-98). El Club Balonmano Granollers va guanyar la competició la temporada 1993-94.

## Historial
| En negreta = Equip guanyador (prò.) = Pròrroga (p.) = Penals (1) = Nombre de títols Nota: Noms dels equips segons l'època |

| Edició | Temp.   | Data       | Campió                 | Resultat | Subcampió                  | Seu                                         | refs  |
| ------ | ------- | ---------- | ---------------------- | -------- | -------------------------- | ------------------------------------------- | ----- |
| I      | 1990-91 | 23-12-1990 | Teka Cantabria (1)     | 30-29    | CB Avidesa                 | Pavelló Sa Blanca Dona, Eivissa             |       |
| II     | 1991-92 | 04-01-1992 | Teka Cantabria (2)     | 26-25    | Elgorriaga Bidasoa         | Pabellón La Albericia, Santander            |       |
| III    | 1992-93 | 04-01-1993 | Elgorriaga Bidasoa (1) | 27-23    | Teka Cantabria             | Pabellón Municipal de Moguer                |       |
| IV     | 1993-94 | 16-01-1994 | BM Granollers (1)      | 21-19    | FC Barcelona               | Pabellón Municipal de Alcobendas            |       |
| V      | 1994-95 | 15-01-1995 | FC Barcelona (1)       | 30-22    | Caja Cantabria             | Complexo Deportivo das Travesas, Vigo       |       |
| VI     | 1995-96 | 28-12-1995 | FC Barcelona (2)       | 24-23    | Caja Cantabria             | Pavelló Ciutat de Castelló                  |       |
| VII    | 1996-97 | 29-12-1996 | Caja Cantabria (3)     | 24-23    | Ademar León                | Pabellón La Albericia, Santander            |       |
| VIII   | 1997-98 | 28-12-1997 | Caja Cantabria (4)     | 26-24    | Ademar León                | Palacio de los Deportes de León             |       |
| IX     | 1998-99 | 20-12-1998 | Ademar León (1)        | 31-30    | FC Barcelona               | Pabellón Príncipe Felipe, Saragossa         |       |
| X      | 1999-00 | 13-02-2000 | FC Barcelona (3)       | 24-21    | Portland San Antonio       | Pabellón Universitario de Navarra, Pamplona |       |
| XI     | 2000-01 | 11-03-2001 | FC Barcelona (4)       | 29-28    | Portland San Antonio       | Pabellón Vista Alegre, Còrdova              |       |
| XII    | 2001-02 | 30-12-2001 | FC Barcelona (5)       | 26-25    | Portland San Antonio       | Palacio de los Deportes de León             |       |
| XIII   | 2002-03 | 29-12-2002 | CB Valladolid (1)      | 28-27    | FC Barcelona               | Polideportivo Pisuerga, Valladolid          |       |
| XIV    | 2003-04 | 28-12-2003 | BM Ciudad Real (1)     | 29-18    | FC Barcelona               | Quijote Arena, Ciudad Real                  |       |
| XV     | 2004-05 | 19-12-2004 | BM Ciudad Real (2)     | 39-36    | Portland San Antonio       | Pabellón Infanta Cristina, Roquetas de Mar  |       |
| XVI    | 2005-06 | 29-12-2005 | BM Ciudad Real (3)     | 31-23    | Portland San Antonio       | Pabellón Príncipe Felipe, Saragossa         |       |
| XVII   | 2006-07 | 22-12-2006 | BM Ciudad Real (4)     | 29-27    | Portland San Antonio       | Palacio de los Deportes de León             |       |
| XVIII  | 2007-08 | 23-12-2007 | BM Ciudad Real (5)     | 25-23    | Ademar León                | Polideportivo Pisuerga, Valladolid          |       |
| XIX    | 2008-09 | 28-12-2008 | Ademar León (2)        | 31-25    | FC Barcelona               | Palau Blaugrana, Barcelona                  |       |
| XX     | 2009-10 | 20-12-2009 | FC Barcelona (6)       | 34-33    | BM Ciudad Real             | Pabellón Vista Alegre, Còrdova              |       |
| XXI    | 2010-11 | 19-12-2010 | BM Ciudad Real (6)     | 34-31    | FC Barcelona               | Complexo Deportivo das Travesas, Vigo       |       |
| XXII   | 2011-12 | 22-12-2011 | FC Barcelona (7)       | 28-27    | Ademar León                | Palacio de los Deportes de León             |       |
| XXIII  | 2012-13 | 22-12-2012 | FC Barcelona (8)       | 32-24    | BM Atlético de Madrid      | Complexo Deportivo das Travesas, Vigo       |       |
| XXIV   | 2013-14 | 22-12-2013 | FC Barcelona (9)       | 34-28    | Fraikin BM Granollers      | Palau Blaugrana, Barcelona                  |       |
| XXV    | 2014-15 | 21-12-2014 | FC Barcelona (10)      | 37-26    | Fraikin BM Granollers      | Palacio de los Deportes de León             |       |
| XXVI   | 2015-16 | 20-12-2015 | FC Barcelona (11)      | 35-31    | Naturhouse La Rioja        | Palacio de los Deportes de León. Irun       |       |
| XXVII  | 2016-17 | 18-12-2016 | FC Barcelona (12)      | 30-25    | Fraikin BM Granollers      | Palacio de los Deportes de León             |       |
| XXVIII | 2017-18 | 17-12-2017 | FC Barcelona (13)      | 28-22    | Ademar León                | Palacio de los Deportes de León             |       |
| XXIX   | 2018-19 | 16-12-2018 | FC Barcelona (14)      | 37-23    | Irún Bidasoa               | Pavelló Barris Nord, Lleida                 | [ 2 ] |
| XXX    | 2019-20 | 15-12-2019 | FC Barcelona (15)      | 30-22    | Irún Bidasoa               | Polideportivo Huerta del Rey, Valladolid    |       |
| XXXI   | 2020-21 | 06-06-2021 | FC Barcelona (16)      | 33-23    | Liberbank Cantabria Sinfín | Palacio de Deportes de Santander            | [ 3 ] |
| XXXII  | 2021-22 | 05-06-2022 | FC Barcelona (17)      | 37-29    | Irún Bidasoa               | Pavelló Príncipe Felipe, Saragossa          | [ 4 ] |
| XXXIII | 2022-23 | 19-03-2023 | FC Barcelona (18)      | 39-21    | Ademar León                | Palacio de los Deportes de León             | [ 5 ] |

## Palmarès
| Equip                             | Campió | Subcampió | Finals | Anys campió | Anys subcampió                                       |
| --------------------------------- | ------ | --------- | ------ | --- | ---------------------------------------------------- |
| Futbol Club Barcelona             | 18     | 6         | 24     | 1994-95, 1995-96, 1999-00, 2000-01, 2001-02, 2009-10, 2011-12, 2012-13, 2013-14, 2014-15, 2015-16, 2016-17, 2017-18, 2018-19, 2019-20, 2020-21, 2021-22, 2022-23 | 1993-94, 1998-99, 2002-03, 2003-04, 2008-09, 2010-11 |
| Balonmano Ciudad Real             | 6      | 1         | 7      | 2003-04, 2004-05, 2005-06, 2006-07, 2007-08, 2010-11 | 2009-10                                              |
| Club Balonmano Cantabria          | 4      | 3         | 7      | 1990-91, 1991-92, 1996-97, 1997-98 | 1992-93, 1994-95, 1995-96                            |
| Club Balonmano Ademar León        | 2      | 6         | 8      | 1998-99, 2008-09 | 1996-97, 1997-98, 2007-08, 2011-12, 2017-18, 2022-23 |
| Club Deportivo Bidasoa            | 1      | 4         | 5      | 1992-93 | 1991-92, 2018-19, 2019-20, 2021-22                   |
| Club Balonmano Granollers         | 1      | 3         | 4      | 1993-94 | 2013-14, 2014-15, 2016-17                            |
| Club Balonmano Valladolid         | 1      | 0         | 1      | 2002-03 | —                                                    |
| Portland San Antonio              | 0      | 6         | 0      | — | 1999-00, 2000-01, 2001-02, 2004-05, 2005-06, 2006-07 |
| Balonmano Avidesa Alzira          | 0      | 1         | 1      | — | 1990-91                                              |
| Club Balonmano Atlético de Madrid | 0      | 1         | 1      | — | 2012-13                                              |
| Naturhouse La Rioja               | 0      | 1         | 1      | — | 2015-16                                              |
| Club Deportivo Elemental Sinfín   | 0      | 1         | 1      | — | 2020-21                                              |